# دیشب (فیلم ۱۹۶۴)
شب گذشته (عربی: الليلة الأخيرة) یک فیلم به کارگردانی کمال الشیخ است که در سال ۱۹۶۴ منتشر شد. از بازیگران آن می‌توان به فاتن حمامه اشاره کرد. این فیلم، فیلم منتخب جشنواره فیلم کن ۱۹۶۴ بود.